# Object Pascal
Object Pascal — об'єктно-орієнтована мова програмування, нащадок Pascal, більш знана як основна мова програмування середовища Delphi.

## Історія назви
В 1986 році фірма Apple розробила об'єктне розширення мови програмування Pascal, яке стали називати Object Pascal[джерело?]. 
В 1989 році компанія Borland внесла аналогічні зміни в систему Turbo Pascal 5.5, мова якої відтоді стала об'єктно-орієнтованою. Із часом, до мови програмування Turbo Pascal вносили нові зміни, що розширювали її об'єктно-орієнтовані можливості.
В 1995 році було випущено інтегроване середовище розробки Borland Delphi 1.0, мовою програмування якої був Object Pascal (на основі Turbo Pascal). Назва Object Pascal застосовувалась і в наступних версіях Borland Delphi. 
Проте з часом сторонні розробники почали застосовувати таку назву для власних версій Pascal. 2001 року, із випуском Delphi 6.0, компанія Borland відмовилася від назви Object Pascal і назвала мову програмування, що застосована в Borland Delphi, мовою програмування Delphi.

## Компілятори
Є багато компіляторів, більш чи менш сумісних з Delphi Object Pascal. Вони дозволяють будувати програми на Object Pascal для різноманітних платформ та підпадають під різні ліцензії. Компілятори, що заявлені як Object Pascal-сумісні, дуже часто намагаються бути сумісними із вихідними кодами Delphi.
- Delphi є, мабуть, найвідомішим компілятором. Дозволяє компілювати для Win16 (Delphi 1), Win32 (Delphi 2+), Win64 (Delphi XE2+), для .NET 1.x, 2.0 (Delphi 8, Delphi 2005–2007), Mac OS (Delphi XE2+), iOS (Delphi XE2+) та Android (Delphi XE5+).
- Borland Kylix — спроба розробити варіант Delphi для Linux.
- Free Pascal
- GNU Pascal
- Virtual Pascal
- Oxygene
- MIDletPascal
- PocketStudio

## Приклади програми «Hello, world!»

### Object Pascal (Apple)
```
program
 
ObjectPascalExample
;

 

   
type

      
THelloWorld
 
=
 
object

         
procedure
 
Put
;

      
end
;

 

   
var

      
HelloWorld
:
 
THelloWorld
;

   
procedure
 
THelloWorld
.
Put
;

   
begin

      
WriteLn
(
'Hello, World!'
)
;

   
end
;

 

begin

   
New
(
HelloWorld
)
;

   
HelloWorld
.
Put
;

   
Dispose
(
HelloWorld
)
;

end
.

```

### Object Pascal (Turbo Pascal)
```
program
 
ObjectPascalExample
;

 

   
type

      
PHelloWorld
 
=
 
^
THelloWorld
;

      
THelloWorld
 
=
 
object

         
procedure
 
Put
;

      
end
;

   
var

      
HelloWorld
:
 
PHelloWorld
;
 
{ це вказівник на THelloWorld }

   
procedure
 
THelloWorld
.
Put
;

   
begin

      
WriteLn
(
'Hello, World!'
)
;

   
end
;

begin

   
New
(
HelloWorld
)
;

   
HelloWorld
^.
Put
;

   
Dispose
(
HelloWorld
)
;

end
.

```

### Object Pascal (Delphi та Free Pascal)
```
program
 
ObjectPascalExample
;

type

  
THelloWorld
 
=
 
class

    
procedure
 
Put
;

  
end
;

procedure
 
THelloWorld
.
Put
;

begin

  
Writeln
(
'Hello, World!'
)
;

end
;

var

  
HelloWorld
:
 
THelloWorld
;
               
{ це неявний вказівник }

begin

  
HelloWorld
 
:=
 
THelloWorld
.
Create
;
      
{ конструктор повертає вказівник }

  
HelloWorld
.
Put
;
                        

  
HelloWorld
.
Free
;
                       
{ розіменування вказівника}

end
.

```

### Object Pascal (Oxygene)
```
namespace
 
ObjectPascalExample
;

   
interface

   
type

      
ConsoleApp
 
=
 
class

         
class
 
method
 
Main

      
end
;

      
THelloWorld
 
=
 
class

         
method
 
Put
;

      
end
;

   
implementation

   
method
 
THelloWorld
.
Put
;

   
begin

      
Console
.
WriteLine
(
'Hello, World!'
)
;

   
end
;

   
class
 
method
 
ConsoleApp
.
Main
;

   
begin

      
var
 
HelloWorld
 
:=
 
new
 
THelloWorld
;

      
HelloWorld
.
Put
;

   
end
;

end
.

```

## Службові слова
Додаткові службові слова для підтримки об'єктно-орієнтованого програмування:
```
object

class

public

virtual

constructor

destructor

```